# Lista de bispos titulares portugueses
Esta lista contém os Bispos Titulares portugueses. Nesta lista encontram-se incluídos os Bispos Titulares, nunca nomeados para Bispos Diocesanos.

## Bispos Titulares
| Prelado                                  | Vida      | Título                                                    | Carreira |
| ---------------------------------------- | --------- | --------------------------------------------------------- | --- |
| D. Ambrósio Brandão, OESA                | ?–1559    | Bispo Auxiliar de Lisboa                                  | 1519–1559 Bispo Auxiliar de Lisboa |
| D. Luís Norman, OFM                      |           | Bispo Auxiliar de Coimbra                                 | 1560–? Bispo Auxiliar de Coimbra |
| D. Pedro de Santo Agostinho, OFM         | 1621–?    | Bispo Auxiliar de Coimbra                                 | 1571–? Bispo Auxiliar de Coimbra |
| D. Sebastião Mendes Fonseca              |           | Bispo Auxiliar de Lisboa                                  | 1573–? Bispo Auxiliar de Lisboa |
| D. Frei Cristóvão de Jesus Fonseca, OSST |           | Bispo Auxiliar de Évora                                   | 1596–? Bispo Auxiliar de Évora |
| D. Frei Jorge Queimado, OESA             | 1548–1618 | Bispo Auxiliar de Braga                                   | 1599–1618 Bispo Auxiliar de Braga |
| D. Frei João Suárez, OSST                |           | Bispo Auxiliar de Évora                                   | 1613– Bispo Auxiliar de Évora |
| D. Frei Tomé de Faria, OCarm.            | ?–1628    | Bispo Auxiliar de Lisboa                                  | 1616–1628 Bispo Auxiliar de Lisboa |
| D. Frei António Neto dos Santos, OESA    | 1577–1641 | Bispo Auxiliar de Braga                                   | 1616–1641 Bispo Auxiliar de Braga |
| D. Frei Manuel dos Anjos, OFM Obs.       | 1571–1634 | Bispo Auxiliar de Évora                                   | 1621–1634 Bispo Auxiliar de Évora |
| D. Frei Francisco Sotomayor, OCSAug.     | ?–1669    | Bispo Auxiliar de Lisboa                                  | 1636–1669 Bispo Auxiliar de Lisboa |
| D. Frei Gabriel da Anunciação, CRSJE     | ?–1644    | Bispo Auxiliar de Évora                                   | 1640–1644 Bispo Auxiliar de Évora |
| D. Frei Cristóvão de Almeida, OESA       | 1620–1679 | Bispo Auxiliar de Lisboa                                  | 1671–1679 Bispo Auxiliar de Lisboa |
| D. Frei Bernardo de Santo António, OFM   | 1624–1700 | Bispo Auxiliar de Évora                                   | 1674–1700 Bispo Auxiliar de Évora |
| D. Frei Pedro de Fóios, OESA             | 1640–1708 | Bispo Auxiliar de Lisboa                                  | 1695–1708 Bispo Auxiliar de Lisboa |
| D. Manuel da Silva Francês               | 1651–1727 | Bispo Auxiliar de Lisboa                                  | 1708–1727 Bispo Auxiliar de Lisboa |
| D. Frei José Fonseca, OP                 | 1666–?    | Bispo Auxiliar de Évora                                   | 1714–? Bispo Auxiliar de Évora |
| D. Frei Jerónimo de São José, OESA       | 1701–1773 | Bispo Auxiliar de Évora                                   | 1752–1773 Bispo Auxiliar de Évora |
| D. António Joaquim Torrão                | 1709–?    | Bispo Auxiliar de Évora                                   | 1673–? Bispo Auxiliar de Évora |
| D. António Caetano Maciel Calheiros      | 1767–1819 | Bispo Auxiliar de Lisboa                                  | 1780–1819 Bispo Auxiliar de Lisboa |
| D. António José Ferreira de Sousa        | 1771–1833 | Bispo Auxiliar de Lisboa                                  | 1824–1833 Bispo Auxiliar de Lisboa |
| D. António José de Oliveira              | 1743–1824 | Bispo Auxiliar de Évora                                   | 1819–1824 Bispo Auxiliar de Évora |
| D. António Maurício Ribeiro              | 1770–?    | Bispo Auxiliar de Évora                                   | 1824–? Bispo Auxiliar de Évora |
| D. José Alves de Matos                   | 1855–1917 | Bispo Auxiliar de Lisboa                                  | 1903–1917 Bispo Auxiliar de Lisboa |
| Venerável D. João de Oliveira Matos      | 1879–1962 | Bispo Auxiliar da Guarda                                  | 1922–1962 Bispo Auxiliar da Guarda |
| D. José Augusto da Rocha Noronha         | 1889–1938 | Bispo Auxiliar da Guarda                                  | 1936–1938 Bispo Auxiliar da Guarda |
| D. António de Campos                     | 1904–1969 | Bispo Auxiliar de Lisboa                                  | 1954–1969 Bispo Auxiliar de Lisboa |
| D. João Crisóstomo Gomes de Almeida      | 1900–1996 | Bispo Auxiliar de Viseu                                   | 1956–1964 Bispo Auxiliar de Viseu |
| D. António dos Reis Rodrigues            | 1918–2009 | Bispo Auxiliar de Lisboa                                  | 1966–1998 Bispo Auxiliar de Lisboa |
| D. Domingos de Pinho Brandão             | 1920–1988 | Bispo Auxiliar do Porto                                   | 1966–1972 Bispo Auxiliar de Leiria 1972–1988 Bispo Auxiliar do Porto                                                                                        |
| D. João Miranda Teixeira                 | 1935 (89) | Bispo Auxiliar Emérito do Porto                           | 1983–2011 Bispo Auxiliar do Porto |
| D. Carlos Pinheiro                       | 1925–2010 | Bispo Auxiliar de Braga                                   | 1985–2000 Bispo Auxiliar de Braga |
| D. Horácio Coelho Cristino               | 1941–1995 | Bispo Auxiliar de Lisboa                                  | 1987–1995 Bispo Auxiliar de Lisboa |
| D. Tomás da Silva Nunes                  | 1942–2010 | Bispo Auxiliar de Lisboa                                  | 1998–2010 Bispo Auxiliar de Lisboa |
| D. António Bessa Taipa                   | 1942 (82) | Bispo Auxiliar Emérito do Porto                           | 1999–2018 Bispo Auxiliar do Porto |
| D. Carlos Azevedo                        | 1953 (71) | Delegado do Comité Pontifício para as Ciências Históricas | 2005–2011 Bispo Auxiliar de Lisboa 2011–2022 Delegado do Conselho Pontifício para a Cultura 2022– Delegado do Comité Pontifício para as Ciências Históricas |
| D. Joaquim da Silva Mendes, S.D.B.       | 1948 (77) | Bispo Auxiliar de Lisboa                                  | 2008– Bispo Auxiliar de Lisboa |
| D. Pio Alves                             | 1945 (79) | Bispo Auxiliar do Porto                                   | 2011– Bispo Auxiliar do Porto |
| D. Nuno Brás                             | 1963 (61) | Bispo Auxiliar de Lisboa                                  | 2011– Bispo Auxiliar de Lisboa |
| D. Nuno Almeida                          | 1962 (62) | Bispo Auxiliar de Braga                                   | 2016– Bispo Auxiliar de Braga |
| D. António Augusto Azevedo               | 1962 (62) | Bispo Auxiliar do Porto                                   | 2016– Bispo Auxiliar do Porto |
| D. Daniel Batalha Henriques              | 1966–2022 | Bispo Auxiliar de Lisboa                                  | 2018–2022 Bispo Auxiliar de Lisboa |
| D. Américo Aguiar                        | 1973 (51) | Bispo Auxiliar de Lisboa                                  | 2019– Bispo Auxiliar de Lisboa |
| D. Vitorino Soares                       | 1960 (64) | Bispo Auxiliar do Porto                                   | 2019– Bispo Auxiliar do Porto |
| D. Delfim Esteves Gomes                  | 1962 (63) | Bispo Auxiliar de Braga                                   | 2022– Bispo Auxiliar de Braga |